# Gais (Zwitserland)

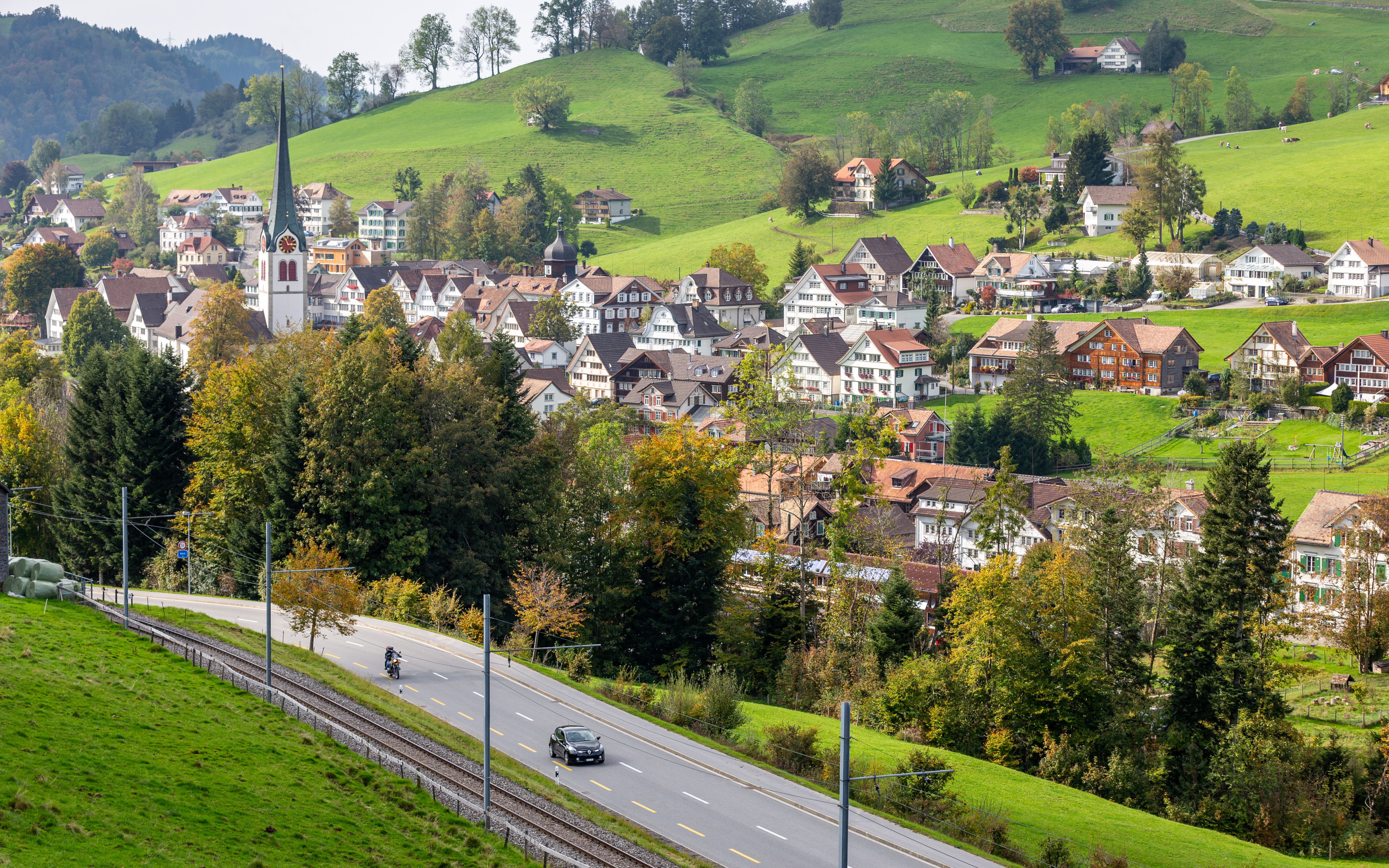
Gais AR

Gais is een gemeente en plaats in het Zwitserse kanton Appenzell Ausserrhoden.
Gais telt 3.052 inwoners.